# 볼프스베르크군

볼프스베르크군의 위치

볼프스베르크군(독일어: Bezirk Wolfsberg)은 오스트리아 케른텐주에 위치한 군으로 행정 중심지는 볼프스베르크이며 면적은 973.8km2, 인구는 56,611명(2001년 기준), 인구 밀도는 58명/km2이다. 남서쪽으로는 푈커마르크트군, 서쪽으로는 장크트파이트안데어글란군, 북서쪽으로는 슈타이어마르크주 무라우군, 북쪽으로는 슈타이어마르크주 무르탈군, 북동쪽으로는 슈타이어마르크주 포이츠베르크군, 동쪽으로는 슈타이어마르크주 도이칠란츠베르크군과 접하며 남동쪽으로는 슬로베니아와 국경을 접한다.

## 하위 행정 구역
3개 도시, 4개 시장도시, 2개 일반 시를 관할한다.
- 도시
  - 바트장크트레온하르트임라반탈(Bad St. Leonhard im Lavanttal)
  - 장크트안드레(Sankt Andrä)
  - 볼프스베르크(Wolfsberg)
- 시장도시
  - 프란차흐장크트게르트라우트(Frantschach-St. Gertraud)
  - 라바뮌트(Lavamünd)
  - 라이헨펠스(Reichenfels)
  - 장크트파울임라반탈(Sankt Paul im Lavanttal)
- 일반 시
  - 프라이테네그(Preitenegg)
  - 장크트게오르겐임라반탈(Sankt Georgen im Lavanttal)